# 声波武器

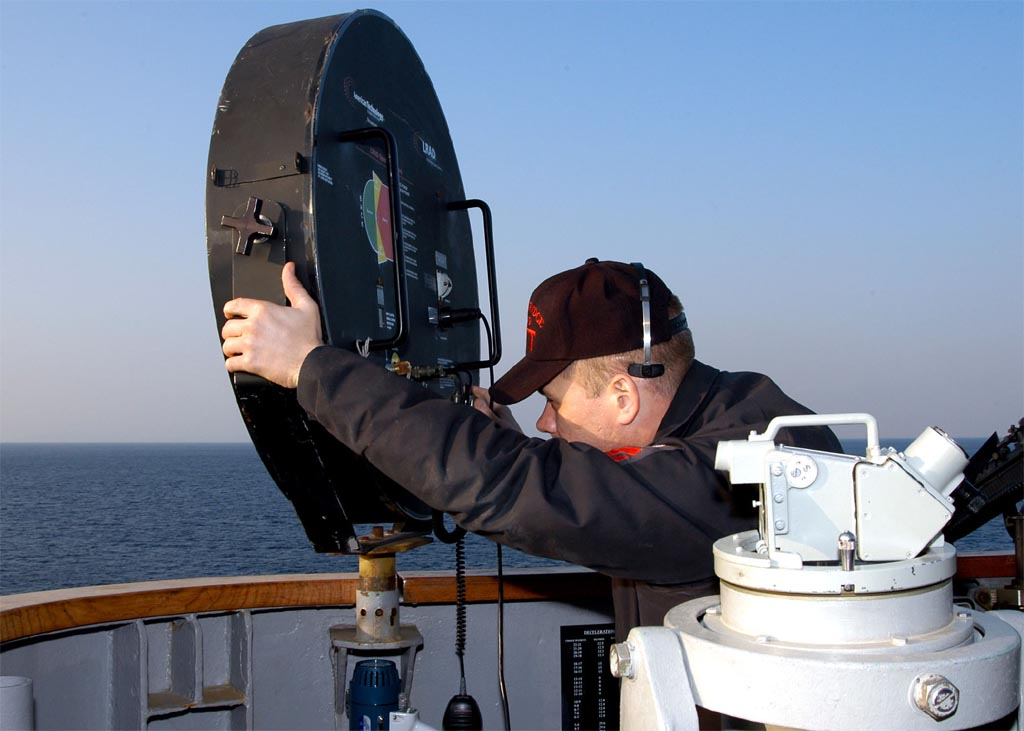
美軍藍嶺號兩棲登陸指揮艦上的長距離揚聲裝置。

声波武器（英語：Sonic weapon）就是利用声音对目标造成杀伤或干扰的武器。用扬声器定向发出大音量的声波，令到敌方人员死伤或丧失战斗力。

## 原理
当人没有任何保护的情况下处在120分贝以上的音量可听声音的环境里会感到不适或损伤听力系统，当音量上升到150分贝以上时处在这种环境的人将出现鼓膜破裂出血，失去听力，甚至还会精神失常。经过研究发现次声波不容易衰减，不易被水和空气吸收，次声波的波长往往很长，因此能像电磁波一样绕开障碍物发生衍射，杀伤范围很大，但难以控制方向。簡單來說，當某物件被高強度震動的音波震動是有機會破裂或爆裂。只要找到一個特定的音頻，世界上任何的東西也可以通過音頻來進行破壞。大功率的次声波能令内脏产生强烈共振，使人感到恶心、头痛、呼吸困难甚至会导致血管破裂，内脏损伤。而大功率的超声波的作用效果与次声波差不多，但传递方向性比次声波好，几乎沿直线传播，容易控制，但杀伤范围小。一般声波武器都不会使用人类可听频率范围内的声波，因为次声波与超声波隐蔽性强。

## 武器分类
噪音干扰
使用大功率声波发生装置对大范围或固定方向进行干扰或者杀伤。
集束声波脉冲
利用流体压缩技术把高能声波加载在高速推进的流体上，令高速推进的流体像冲击波一样而且又带有高能声波的特性。

## 研究
利用音波和超音波損壞 HDD 硬碟